# Handbuch der Stadtguerilla
Das Minimanual do Guerrilheiro Urbano (engl. Minimanual of the Urban Guerilla; dt. unter dem Titel Handbuch der Stadtguerilla, Minihandbuch des Stadtguerilleros bzw. Handbuch des Stadtguerillero usw.) ist eines der bekanntesten Werke von Carlos Marighella (1911–1969), einem der bedeutendsten revolutionären Kämpfer des lateinamerikanischen Kontinents. Das Werk behandelt Strategien und Taktiken für städtische Guerillaaktionen gegen autoritäre Regime, der Autor schrieb darin auch seine eigenen Erfahrungen als Stadtguerillero in Brasilien nieder.

## Kurzeinführung
Es wurde im Juni 1969 verfasst, um als Leitfaden für revolutionäre Bewegungen zu dienen, und wurde in vervielfältigten und fotokopierten Fassungen verbreitet, von denen sich einige voneinander unterschieden, ohne dass man erkennen konnte, welches das Original war. In diesem Werk beschreibt er die Taktiken der Stadtguerilla, die im Kampf gegen diktatorische Regierungen eingesetzt werden sollten.
Es erschien zuerst in der nach der Drei-Kontinente-Konferenz gegründeten Zeitschrift Tricontinental Nr. 16, Jan./Feb. 1970 und schildert in diesem im Juni 1969 geschriebenen Text die Erfahrungen der Allianz zur Nationalen Befreiung (ALN), einer kommunistischen Guerillabewegung, die diese in ihrem Kampf gegen die brasilianische Diktatur bis dahin aufzuweisen hatte.
In den 1980er Jahren fertigte die Central Intelligence Agency (CIA) englische und spanische Übersetzungen an, um sie an Geheimdienste in der ganzen Welt zu verteilen und als Lehrmaterial an ihrer Escuela de las Américas in Panama zu verwenden.
Das Buch Pour la libération du Brésil enthält eine Zusammenstellung von Schriften und Aussagen von Carlos Marighela zu seiner politischen Führung und seinen Aktivitäten in nationalistischen und sozialen Bewegungen in Brasilien, es behandelt politische Probleme, soziale Teilhabe von Studenten und Priestern, die Rolle der kommunistischen politischen Partei usw. und enthält auch den hier behandelten Leitfaden für die Förderung der Guerilla im Stadtgebiet.
Carlos Marighellas Schrift hatte maßgeblichen Einfluss auf westeuropäische Terrororganisationen, darunter auch die Rote Armee Fraktion. Eine deutsche Neuauflage des Manual do Guerrilheiro Urbano unter dem Titel Handbuch der Stadtguerilla beispielsweise wird beworben mit Sätzen wie:

„Für die deutsche Rote Armee Fraktion (RAF) wurde Marighellas Text zur wichtigsten praktischen Handreichung. Die revolutionäre Schrift verlieh der kriminellen Ader eines Andreas Baader sozusagen höhere Weihen, denn Carlos Marighella kämpfte in Brasilien tatsächlich für eine gute Sache, gegen eine brutale Diktatur. Gudrun Ensslin, der intellektuelle Kopf der RAF, bestand in missionarischem Eifer auf wortwörtliche Umsetzung der Terror-Fibel. Einer der Grundsätze: »Bei Kontakt mit dem Gegner - schieße zuerst!«“

## Ausgaben
- Carlos Marighella: Minihandbuch des Stadtguerilleros in: Sozialistische Politik. Hrsg.: Otto-Suhr-Institut Berlin. 2. Jg., Nr. 6/7 1970, S. 143–166. (deutschsprachige Erstveröffentlichung)
- Marcio M. Alves, Konrad Detrez, Carlos Marighella (Hrsg.): Zerschlagt die Wohlstandsinseln der Dritten Welt. Mit dem Handbuch der Guerilleros von São Paulo. Hrsg. von Conrad Detrez mit e. Einf. z. dt. Ausg. von Márcio M. Alves. [Übers.: Maja Reithmayer u. a.]; Pour la libération du Brésil (dt.) Rowohlt Verlag, Reinbek bei Hamburg 1971 (Reihe: rororo aktuell 1453/1454), ISBN 3-499-11453-4.
- Carlos Marighella: Minihandbuch des Stadtguerilleros. (Aus dem Englischen). (Nachdruck). (Hamburg), Lateinamerika-Kollektiv, (1972). 24 S. (= S. 143–166 aus: Sozialistische Politik. Hrsg.: Otto Suhr Institut Berlin. Jg. 2, Nr. 6/7 1970). [Minimanual of the Urban Guerilla; dt.] .
- Carlos Marighela: Handbuch der Stadtguerilla. Kallisto, Norderstedt, 2023, ISBN 375289461X, ISBN 9783752894615 (Online-Teilansicht)